# Orchard City
Orchard City és una població dels Estats Units a l'estat de Colorado. Segons el cens del 2000 tenia 2.880 habitants.

## Demografia
Segons el cens del 2000, Orchard City tenia 2.880 habitants, 1.154 habitatges, i 880 famílies. La densitat de població era de 97,5 habitants per km².
Dels 1.154 habitatges en un 25,7% hi vivien nens de menys de 18 anys, en un 67,3% hi vivien parelles casades, en un 6,2% dones solteres, i en un 23,7% no eren unitats familiars. En el 20,9% dels habitatges hi vivien persones soles l'11,6% de les quals corresponia a persones de 65 anys o més que vivien soles. El nombre mitjà de persones vivint en cada habitatge era de 2,41 i el nombre mitjà de persones que vivien en cada família era de 2,78.
Per edats la població es repartia de la següent manera: un 21,3% tenia menys de 18 anys, un 4,9% entre 18 i 24, un 19,7% entre 25 i 44, un 26,8% de 45 a 60 i un 27,4% 65 anys o més.
L'edat mediana era de 48 anys. Per cada 100 dones de 18 o més anys hi havia 93,5 homes.
La renda mediana per habitatge era de 35.915 $ i la renda mediana per família de 40.257 $. Els homes tenien una renda mediana de 30.938 $ mentre que les dones 20.179 $. La renda per capita de la població era de 17.636 $. Entorn del 5,5% de les famílies i el 9,3% de la població estaven per davall del llindar de pobresa.

## Poblacions més properes
El següent diagrama mostra les poblacions més properes.